# Enzo Garinei
Enzo Garinei (Roma, Reino de Italia, 4 de mayo de 1926-Roma, 25 de agosto de 2022) fue un actor de cine italiano.

## Biografía
Apareció en casi ochenta películas desde 1949. También fue un locutor profesional, recordado como la voz italiana de Sherman Hemsley en la comedia estadounidense The Jeffersons. Era hermano del dramaturgo Pietro Garinei.
Garinei murió el 25 de agosto de 2022, a la edad de 96 años.

## Filmografía seleccionada
- Totò Le Mokò (1949)
- Little Lady (1949)
- Bluebeard's Six Wives (1950)
- The Cadets of Gascony (1950)
- Toto Looks for a Wife (1950)
- Accidents to the Taxes!! (1951)
- Toto the Third Man (1951)
- Five Paupers in an Automobile (1952)
- Funniest Show on Earth (1953)
- Two Nights with Cleopatra (1953)
- The Doctor of the Mad (1954)
- Le signorine dello 04 (1955)
- Eighteen Year Olds (1955)
- Toto and Carolina (1955)
- A Woman Alone (1956)
- Rascel-Fifì (1957)
- Toto, Peppino and the Fanatics (1958)
- Maid, Thief and Guard (1958)
- Toto in Madrid (1959)
- My Wife's Enemy (1959)
- Il raccomandato di ferro (1959)
- Fountain of Trevi (1960)
- Silver Spoon Set (1960)
- Girl with a Suitcase (1961)
- Shivers in Summer (1963)
- Latin Lovers (1965)
- Soldati e caporali (1965)
- Don Chisciotte and Sancio Panza (1968)
- Let's Have a Riot (1970)
- No, the Case Is Happily Resolved (1973)
- Hospitals: The White Mafia (1973)
- Savage Three (1975)
- La portiera nuda (1976)
- Madly in Love (1981)
- Pierino contro tutti (1981)
- Pierino medico della Saub (1981)
- Banana Joe (1982)
- Il ragazzo di campagna (1984)
- Crime in Formula One (1984)
- Cop in Drag (1984)
- Roba da ricchi (1987)
- Rimini Rimini - Un anno dopo (1988)[3]

## Referencias

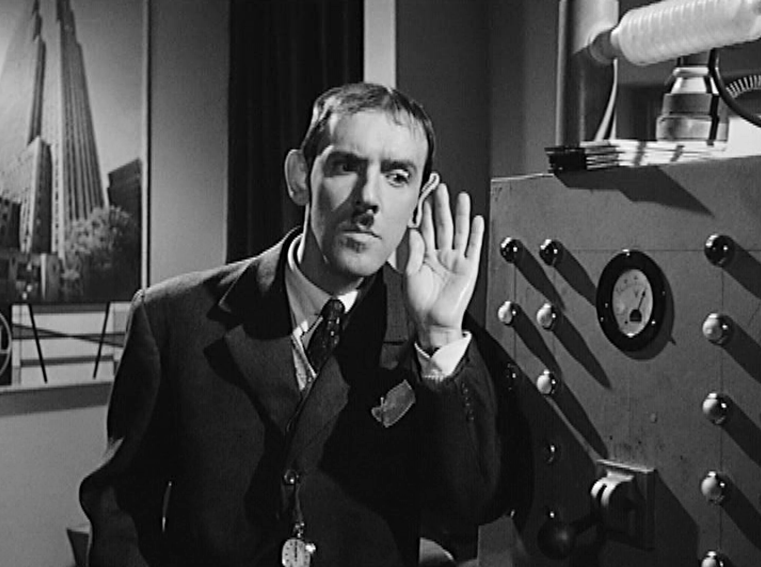
Enzo Garinei en una escena de la película Il nemico di mia moglie (1959)